# AdBlock (extensie)
AdBlock is een inhoud-filterende en advertentieblokkerende extensie voor de webbrowsers: Google Chrome, Microsoft Edge, Firefox, Safari en Opera. AdBlock maakt het voor gebruikers mogelijk bepaalde pagina-elementen, hoofdzakelijk advertenties, te verbergen, zodat ze niet meer zichtbaar zijn op webpagina's. Met meer dan 15 miljoen gebruikers is AdBlock momenteel  de populairste Chrome-extensie, en daarnaast ook de populairste extensie voor Safari. Volgens The New York Times werd de extensie gemaakt op de dag dat de Chrome Web Store werd gelanceerd en extensies konden worden gepubliceerd en geïnstalleerd, dit was op 8 december 2009. In juni 2010 kwam de Safariversie uit, later ook een Opera-versie. AdBlock blokkeert ook videoadvertenties op YouTube.
AdBlock valt niet te verwarren met Adblock Plus, een extensie voor onder andere Chrome en Mozilla Firefox. De ontwikkelaar van AdBlock, Michael Gundlach, claimt dat hij geïnspireerd is door Adblock Plus, toen alleen nog voor Firefox, om een Chromeversie te maken. Verder hebben de twee echter niets met elkaar te maken.

## CatBlock
Als een 1 aprilgrap veranderde Gundlach op 1 april 2012 de code van AdBlock, waardoor advertenties niet gewoon geblokkeerd werden, maar vervangen werden door lolcats. De feedback was zo positief, dat CatBlock nu een optionele toevoeging aan AdBlock is geworden, wanneer maandelijks een klein bedrag voor de ontwikkeling van AdBlock wordt betaald.